# Star Premium
Star Premium (anteriormente Fox+ e Fox Premium) era um conjunto de múltiplos canais premium de televisão por assinatura latino-americanos de propriedade da The Walt Disney Company Latin America. A rede concorria com a HBO Latin America e sua programação consistia principalmente em filmes e séries não dublados com legendas em espanhol e português.
A rede encerrou suas transmissões em 1 de fevereiro de 2022, com conteúdo disponível no serviço de streaming Star+ lançado pela Disney na região.

## História
A rede foi lançada na América Latina, excluindo o Brasil, em 1 de junho de 1997, pela LAPTV, uma joint venture entre a Universal Pictures, Metro-Goldwyn-Mayer, Fox Entertainment Group e Paramount Pictures. Até 2012, a LAPTV operava na América Latina os sinais Cinecanal, Film Zone e o pacote Moviecity, e o pacote Moviecity, que consistia em um canal Moviecity (lançamentos recentes e produções originais, lançado em 1997), Citymix (diversos, 1997), Citystars (filmes clássicos, 2004), Cityvibe (filmes e séries de ação, 2007), Cityfamily (família, 2009) e Citymundo (cinema independente, 2011). Em 2012, a LAPTV unificou os canais sob a marca Moviecity, passando a se chamar Moviecity Premieres, Moviecity Hollywood, Moviecity Classics, Moviecity Action, Moviecity Family e Moviecity Mundo respectivamente, além de lançar sinais de alta definição para todos os sinais (exceto Moviecity Classics e Mundo). Também operou dois sinais adicionais no Brasil. No total, a LAPTV operava nove canais premium mais dois canais básicos e quatro canais premium mais dois canais básicos em alta definição, além de outros serviços adicionais (VOD e internet). Todos os sinais eram propriedade da Fox Latin American Channels desde 2009, empresa que teria adquirido sua participação na LAPTV de outras distribuidoras, embora esta última tenha mantido sua operação.
Em 2013, a LAPTV deixou de existir como tal quando foi fundida e integrada na Fox Latin American Channels, empresa que passou a ser a operadora da marca.
Em 2014, a Fox International Channels Latin America anunciou a mudança de marca do pacote MovieCity como Fox+ além da plataforma Fox Play+, para entretenimento multiplataforma. A inovação incluiu o redesenho e reestruturação dos canais premium Moviecity, e o lançamento de um sétimo sinal, Fox Comedy, sem intervalos comerciais.
Em 2012, sua concorrente HBO assinou com a Universal Studios para a qual passou a rodar filmes a partir de 2014, e a partir de 2015, a Fox deixou de transmitir os filmes da Universal apenas nos canais premium, e a HBO passaria a transmitir alguns filmes do mesmo estúdio que eram transmitidos nos canais da Fox. Em 2017, passaria a retransmitir os filmes da Universal, transmitindo apenas os filmes que estrearam na HBO.
Em 2014, a Fox+ parou de transmitir os filmes mais recentes do estúdio Dreamworks, começando com Os Croods em canais premium em toda a América Latina, mas eles ainda eram transmitidos em seu canal básico Fox Channel 2 anos após sua estreia nos cinemas.
Em 23 de dezembro de 2015, a Fox International Channels anunciou o lançamento no Brasil, a partir de 13 fevereiro de 2016, do pacote de canais premium Fox+, que incluía alguns dos canais premium da programadora, como Fox 1 e Fox Action, além de acesso a plataforma de vídeo sob demanda (VOD) e TV Everywhere para conteúdo exclusivo FoxPlay+.
Em 11 de março de 2017, na América Latina e no Brasil, o pacote de canais mudou seu nome de "Fox+ Premium" para Fox Premium. O canal Fox 1 também passou por mudanças, passando a se chamar Fox Premium Series e exibindo apenas conteúdos desse tipo, ao contrário de antes, quando exibia filmes e séries inéditas. Porém, o nome do canal ficou intacto no Brasil.

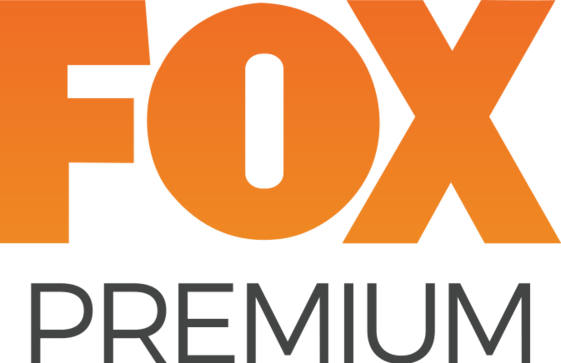
Logo anterior como Fox Premium de 2018 a 2021.

Em 27 de novembro de 2020, a Disney anunciou que iria renomear os canais da marca Fox na América Latina para Star em 22 de fevereiro de 2021, uma vez que impulsionou a marca Star do uso regional da Ásia para todo o mundo fora da América do Norte. Embora o rebranding dessas redes fosse de curta duração, economizou as taxas de licenciamento da marca Disney para a Fox Corporation pelo uso contínuo da marca registrada Fox em redes de televisão ativas.
Com as mudanças feitas pela Disney do fechamento de 100 redes no mundo, incluindo a América Latina, além do lançamento do Star+ na região que ocorreu em 31 de agosto de 2021, os canais foram descontinuados em 31 de janeiro de 2022, assim como Fox Sports na América do Sul e várias outras redes no final de março na região.

## Programação
A programação transmitida no canal era de cinema hollywoodiano, cinema independente e cinema internacional de países não especializados na indústria cinematográfica, como Argentina, Espanha, China e Japão. Foi o primeiro canal da América Latina a transmitir sua programação totalmente em alta definição.
A programação incluía os estúdios cinematográficos 20th Century Studios, Blue Sky Studios, Searchlight Pictures, Paramount Pictures, Miramax Films, Dimension Films, Hulu Originals, Universal Pictures (apenas filmes lançados dois anos antes na HBO), DreamWorks Animation (a partir de 2021, apenas filmes que haviam sido lançados dois anos antes na HBO, da mesma forma que a Universal Pictures) e MGM (incluindo aquelas associadas à Sony Pictures Entertainment e Warner Bros. Entertainment).

## Canais
| Década            | 1990        | 1990        | 1990        | 2000        | 2000        | 2000        | 2000        | 2000               | 2000               | 2000               | 2000               | 2000               | 2000           | 2010       | 2010       | 2010                | 2010                | 2010         | 2010         | 2010         | 2010                 | 2010                 | 2010                 | 2020                 | 2020          | 2020          |
| Década            | 7           | 8           | 9           | 0           | 1           | 2           | 3           | 4                  | 5                  | 6                  | 7                  | 8                  | 9              | 0          | 1          | 2                   | 3                   | 4            | 5            | 6            | 7                    | 8                    | 9                    | 0                    | 1             | 2             |
| Nome              | Movie Pack  | Movie Pack  | Movie Pack  | Movie Pack  | Movie Pack  | Movie Pack  | Movie Pack  | Movie Pack         | Movie Pack         | Premium ilimitado  | Pacote Movie City  | Pacote Movie City  | Moviecity Pack | Moviecity  | Moviecity  | Moviecity           | Moviecity           | Fox+         | Fox+         | Fox+ Premium | Fox Premium          | Fox Premium          | Fox Premium          | Fox Premium          | Star Premium  | Star Premium  |
| ----------------- | ----------- | ----------- | ----------- | ----------- | ----------- | ----------- | ----------- | ------------------ | ------------------ | ------------------ | ------------------ | ------------------ | -------------- | ---------- | ---------- | ------------------- | ------------------- | ------------ | ------------ | ------------ | -------------------- | -------------------- | -------------------- | -------------------- | ------------- | ------------- |
| América Hispânica | Movie City  | Movie City  | Movie City  | Movie City  | Movie City  | Movie City  | Movie City  | Movie City         | Movie City         | Movie City         | Movie City         | Movie City         | Moviecity      | Moviecity  | Moviecity  | Moviecity Premieres | Moviecity Premieres | Fox 1        | Fox 1        | Fox 1        | Fox Premium Series   | Fox Premium Series   | Fox Premium Series   | Fox Premium Series   | Star Series   | Star Series   |
| América Hispânica | Cinecanal 2 | Cinecanal 2 | Cinecanal 2 | Cinecanal 2 | Cinecanal 2 | Cinecanal 2 | Cinecanal 2 | Cinecanal 2        | Cinecanal 2        | Cinecanal 2        | Citymix            | Citymix            | Citymix        | Citymix    | Citymix    | Moviecity Hollywood | Moviecity Hollywood | Fox Movies   | Fox Movies   | Fox Movies   | Fox Premium Movies   | Fox Premium Movies   | Fox Premium Movies   | Fox Premium Movies   | Star Hits     | Star Hits     |
| América Hispânica |             |             |             |             |             |             |             | Cinecanal Classics | Cinecanal Classics | Cinecanal Classics | Cinecanal Classics | Cinecanal Classics | Citystars      | Citystars  | Citystars  | Moviecity Classics  | Moviecity Classics  | Fox Classics | Fox Classics | Fox Classics | Fox Premium Classics | Fox Premium Classics | Fox Premium Classics | Fox Premium Classics | Star Classics | Star Classics |
| América Hispânica |             |             |             |             |             |             |             |                    |                    |                    | Cityvibe           | Cityvibe           | Cityvibe       | Cityvibe   | Cityvibe   | Moviecity Action    | Moviecity Action    | Fox Action   | Fox Action   | Fox Action   | Fox Premium Action   | Fox Premium Action   | Fox Premium Action   | Fox Premium Action   | Star Action   | Star Action   |
| América Hispânica |             |             |             |             |             |             |             |                    |                    |                    |                    |                    | Cityfamily     | Cityfamily | Cityfamily | Moviecity Family    | Moviecity Family    | Fox Family   | Fox Family   | Fox Family   | Fox Premium Family   | Fox Premium Family   | Fox Premium Family   | Fox Premium Family   | Star Fun      | Star Fun      |
| América Hispânica |             |             |             |             |             |             |             |                    |                    |                    |                    |                    |                | Citymundo  | Citymundo  | Moviecity Mundo     | Moviecity Mundo     | Fox Cinema   | Fox Cinema   | Fox Cinema   | Fox Premium Cinema   | Fox Premium Cinema   | Fox Premium Cinema   | Fox Premium Cinema   | Star Cinema   | Star Cinema   |
| América Hispânica |             |             |             |             |             |             |             |                    |                    |                    |                    |                    |                |            |            |                     |                     | Fox Comedy   | Fox Comedy   | Fox Comedy   | Fox Premium Comedy   | Fox Premium Comedy   | Fox Premium Comedy   | Fox Premium Comedy   | Star Comedy   | Star Comedy   |
| Brasil            |             |             |             |             |             |             |             |                    |                    |                    |                    |                    |                |            |            |                     |                     |              |              | Fox 1        | Fox Premium 1        | Fox Premium 1        | Fox Premium 1        | Fox Premium 1        | Star Hits     | Star Hits     |
| Brasil            |             |             |             |             |             |             |             |                    |                    |                    |                    |                    |                |            |            |                     |                     |              |              | Fox Action   | Fox Premium 2        | Fox Premium 2        | Fox Premium 2        | Fox Premium 2        | Star Hits 2   | Star Hits 2   |

### Brasil
- Star Hits (anteriormente Fox 1 e Fox Premium 1)
- Star Hits 2 (anteriormente Fox Action e Fox Premium 2)

### América Hispânica
- Star Hits: Filmes inéditos e filmes de Hollywood
- Star Series: Séries inéditas e novos episódios para séries aclamadas
- Star Action: Filmes de ação, eventos esportivos pay-per-view e corridas selecionadas de Fórmula 1
- Star Cinema: Filmes independentes e filmes latino-americanos e europeus
- Star Classics: Filmes clássicos
- Star Comedy: Filmes de comédia
- Star Fun: Filmes infantis e familiares